# Dimbokro flygplats
Dimbokro flygplats är en flygplats vid staden Dimbokro i Elfenbenskusten. Den ligger i den centrala delen av landet, 70 km öster om huvudstaden Yamoussoukro. Dimbokro flygplats ligger 105 meter över havet. IATA-koden är DIM och ICAO-koden DIDK.